# Anomalon kurumense
Anomalon kurumense är en stekelart som beskrevs av Kusigemati 1983. Anomalon kurumense ingår i släktet Anomalon och familjen brokparasitsteklar. Inga underarter finns listade i Catalogue of Life.